# China Hi-Tech Group Corporation
China Hi-Tech Group Corporation, Ltd. (CHTC) es una empresa china  conglomerado. La empresa es propiedad del Gobierno Central de China a través de la Comisión de Administración y Supervisión de Activos del Estado del Consejo de Estado (SASAC). El enfoque principal de la empresa es la industria textil. En junio de 2017, CHTC se convirtió en una subsidiaria de propiedad total de Sinomach, otra compañía SASAC, a través de una reestructuración, como parte de un plan para reducir el número de empresas controladas directamente por SASAC.
CHTC es la empresa matriz de Jingwei Textile Machinery, Karma, y CHTC Industrias de Fong. La empresa también posee una participación del 10,19% en CHTC Helon  y una participación del 18,30% en Huaxun Fangzhou, siendo ambas las segundas más grandes accionista, a 31 de diciembre de 2015.
CHTC Auto traducido alternativamente como Hengtian, una parte del Heavy Industry Group de CHTC (), es la división de producción de vehículos de CHTC. CHTC entró en el negocio automotriz en 2008, después de reorganizar la operación de vehículos comerciales y motores diesel de Kama. Durante 2010, Hengtian (CHTC) Heavy Industry, una subsidiaria de CHTC, expandió la operación de vehículos comerciales de la compañía. Ese año, estableció Zhengzhou Hongda Automobile Industry Co., Ltd. También adquirió el productor de autobuses  Jiangxi Coach and Bus Co., Ltd. En marzo de 2011, Hengtian Heavy Industry incorporó Hebei Lida Special Vehicle Co., Ltd.
En junio de 2010, Jingwei Textile Machinery, otra subsidiaria de CHTC, incorporó al fabricante de camiones Hubei Xinchufeng Automobile Co., Ltd. y reincorporó partes del mismo como Hengtian (CHTC) Automobile Co., Ltd. En mayo de 2011, CHTC reincorporó Nanchang Kama Diesel Engine Co ., Ltd. como Hengtian (CHTC) Power Co., Ltd. En noviembre de 2011, CHTC adquirió el fabricante de pick-ups y camiones Dadi Auto y lo reincorporó el 16 de octubre de 2012 como Hengtian ( CHTC) Dadi Automobile Co., Ltd. En 2012, CHTC presentó las primeras camionetas con insignia de CHTC, basadas en tecnología Dadi, Tutengs T1 y T2. En 2013 se lanzó una tercera camioneta, la Tuteng T3 (una versión de lujo de la T2) .
En junio de 2017, se anunció que CHTC tomaría el control de una participación del 15,24% en el fabricante de camiones y vehículos especiales Hualing Xingma del Grupo Xingma, convirtiéndose en el mayor accionista. El propietario final de la participación cambiaría del Gobierno Popular Municipal de Maanshan al SASAC. Como parte del acuerdo, Hualing Xingma adquiriría Hubei Xinchufeng de CHTC a cambio de acciones. En agosto de 2017, Hualing Xingma anunció que varias complejidades detendrían la adquisición de Hubei Xinchufeng, pero el acuerdo para que CHTC tomara una participación aún estaba vigente. En octubre de 2017, CHTC anunció la cancelación del acuerdo, ya que no había suficientes garantías para la inversión.
Desde principios de 2012 hasta finales de 2020, CHTC fue propietario del fabricante de camiones holandés GINAF. En 2013, a través de una empresa conjunta, adquirió los activos del fabricante de autobuses esloveno  TAM.